# Reckless (álbum de Bryan Adams)
Reckless  del cuarto álbum de estudio del cantautor canadiense Bryan Adams, publicado el 5 de noviembre de 1984 por la compañía discográfica A&M Records. Fue producido por el propio artista, coproducido por Bob Clearmountain. Todo el disco fue grabado en el Little Mountain Sound Studios, Vancouver, Canadá.
Se publicaron seis sencillos: "Run to You", "Somebody", "Heaven", "Summer of '69", "One Night Love Affair" y "It's Only Love". Todos ellos alcanzaron el Top 15 en la lista del Billboard Hot 100, un logro que hasta ese momento solo había sido alcanzado por el disco "Thriller" de Michael Jackson.
El álbum fue un gran éxito, tanto crítico como comercial, vendiendo más de 5 millones de copias solamente en Estados Unidos. Alcanzando  la primera posición en el Billboard 200 y alcanzó posiciones altas en listas. 
El álbum fue posicionado en el lugar 49 en la "Lista de los 100 Más Grandiosos Álbumes de Heavy Metal de Todos los Tiempos" de Kerrang![cita requerida].
El 12 de diciembre de 2009 INTHESTUDIO celebró el 25 aniversario del álbum. Fue el primer álbum de Canadá el cual ha vendido al menos un millón de copias dentro de Canadá.

## Música

### Grabación y producción
En marzo de 1984, la grabación de Reckless empezó después de la agotada gira de Cuts Like a Knife.
Descontento con el proceso de grabación, Adams decidió tomar un mes de descanso. En agosto, Adams se dirigió de nuevo al estudio con Tina Turner en la canción "It's Only Love", él también regresó al estudio con más canciones nuevas e inició la regrabación de canciones, lo que llevaría a la creación de temas tales como "Run to You" y Summer of '69".
La grabación de "Heaven" fue en 1983, inició el 6 de junio y antes de dos días, finalizó, el 7 de junio.
La canción fue grabada y usada como Soundtarck de la película A Night in Heaven, fue mezclada el 16 de junio por Bob Clearmountain. 
"Summer of '69" fue escrita junto con Jim Vallance el 25 de enero de 1984. La grabación tuvo lugar en el Little Mountain Sound Studios, en Vancouver, Canadá donde la canción fue grabada en tres ocasiones durante el invierno. Fue editado en Nueva York por Bob Clearmountain el 22 de noviembre de 1984
"Run To You" fue grabado después del Tour por Asia.
La grabación para "Run to You" inició el 27 de marzo de 1984 y se fue hasta el verano al Little Mountain Sound Studios, en Vancouver, y fue mezclado en Nueva York por Bob Clearmountain. La mezcla de la canción finalizó el 21 de septiembre de ese mismo año.

### Canciones
"Run to You" fue el sencillo debut de Reckless, fue lanzado en octubre de 1984 y se convirtió en una de las canciones más exitosas del álbum Reckless en las listas norteamericanas de rock y podría decirse que una de las canciones más reconocidas y populares de Adams. La canción alcanzó en Top 10 del Mainstream Rock Tracks y fue el primer sencillo nº1 del Mainstream Rock Tracks y número 6 en el Billboard Hot 100. "Run To You" alcanzó el Top 20 de la lista de singles y se mantuvo en esa lista a lo largo de 7 semanas. "Run to You" había llegado a los puestos más altos de los charts en Canadá. Adams había llegado en el momento de su lanzamiento y su segundo Hit Single 20 en Canadá. "Run to You" fue lanzado al mes siguiente en Europa y alcanzó el Top 10 en Irlanda como número 8 y alcanzó el Top 20 en la UK Singles Chart como nº11 y fue su segundo sencillo que entraba en listas en Europa.
"Somebody" fue lanzado en el invierno de 1985 y se convirtió en una de las exitosas canciones del álbum Reckless en las listas del Rock Norteamericano. "Somebody" fue lanzado mundialmente en 1984. La canción alcanzó el Top 5 del Mainstream Rock Tracks y fue el segundo Hit nº1 de Adams en el Mainstream Rock Tracks y número 11 en el Billboard Hot 100. "Somebody" se colocó en el Top 20 en la lista canadiense de singles y se mantuvo en el Top 20 durante 6 semanas. "Somebody" fue el tercer éxito de Top 20 de Adams en la lista canadiense. "Somebody" fue publicado al mes siguiente en Europa, alcanzando el Top 20, en Irlanda en número 20 y entrando al Top 40 en la UK Singles Chart como nº35 y fue su tercer sencillo en una lista europea.
"Heaven" es una canción de rock escrita por Bryan Adams y Jim Vallance y fue el tercer sencillo de Reckless. La canción encabezó lal lista de Billboard Hot 100, tomando el n.º 9 en el Billboard mainstream rock tracks. La canción ha aparecido en todos los 'álbumes de recopilación de Adams, exceptuando el The Best Of Me. La canción fue certificada con el Disco de Oro en Canadá en 1985.
Aunque, "Summer of '69" fue oficialmente publicado en la Radio norteamericana en 1984, apareció en la revista del chart Billboard: Hot 100 en la posición 5 y como nº40 en el mainstream rock tracks. En Canadá, "Summer of '69" fue publicada oficialmente en la radio en noviembre de 1984. La canción alcanzó el Top 20 en la canadiense Singles Chart y se mantuvo en esa lista a lo largo de un mes. "Summer of '69" fue el sencillo de Reckless de más éxito en las listas mundiales que se publicaron junto con "Heaven".
La canción fue lanzada en Australia, Europa y Nueva Zelanda en los primeros meses de 1985. "Heaven" alcanzó el Top 40 Británico, mientras "Summer of '69" alcanzó el Top 40. "Summer of '69" continuó la tendencia de los sencillos de mejores posiciones cuando debutó y alcanzó el top 20 en la mayoría de los países europeos entrando en alguna lista. Los sencillos previos que Adams tuvo en listados, fueron mucho más débiles en Europa y "Summer of '69" sería el segundo sencillo de Adams en una lista en Europa].
Aunque "Summer of '69" alcanzó el Top 10 en Noruega y después el Top 10 en Austria, Irlanda y Suecia, en un principio se moderó el éxito alcanzado en el Top 100 en Alemania donde se posicionó en el lugar 62.
En una entrevista, Adams ha declaró:

"'Summer of '69' - Creo que es intemporal porque se trata de hacer el amor en el verano. Hay una idea falsa leve se trata de un año, pero no es. '69' no tiene nada que ver con respecto al año, que tiene que ver con una 69."

El coescritor Jim Vallance siempre ha ido por la interpretación más convencional del título siendo una referencia para un año. Él notó en la canción de Jackson Browne "Running on Empty", el cual contenía referencias de 1965 a 1969, en su propia influencia, y recuerda a Adams en la película citada Summer of '42. 
Aunque "One Night Love Affair" fue oficialmente publicada en la radio norteamericana en 1985, apareció en la lista de Billboard, Hot 100 como #13 y #7 en el mainstream rock tracks. En Canadá, "One Night Love Affair" fue lanzada en la radio en febrero de 1985. La canción alcanzó el Top 20 en la canadiense Singles Chart y se mantuvo en el Top 20 por un mes. "One Night Love Affair" fue el sencillo menos exitoso en listas del álbum Reckless.

## Publicación y recepción
Uno de los álbumes más exitosos de Adams, Reckless, coproducido por Adams y Bob Clearmountain, alcanzando la posición n.º 1 en el Billboard 200. Tras su publicación, el álbum alcanzó el lugar n.º 6 en el Billboard 200 en enero de 1985 antes de su deserción en el Top 10. El éxito de los sencillos "Heaven" y "Summer of '69" renovaron los intereses en el álbum y empezó a subir una copia de seguridad de la tabla, finalmente alcanzando el #1 en agosto de 1985.
Reckless incluyó los hits "Run to You", "Heaven", "Summer of '69", "One Night Love Affair", "Somebody", y "It's Only Love". Todos los sencillos fueron acompañados de su respectivo vídeo, y cada uno de ellos situado en el Billboard Hot 100, con "Run To You", "Summer of '69", y "Heaven" alcanzando el Top 10. "Heaven" se convertiría en el sencillo más exitoso de Reckless al mismo tiempo de su lanzamiento en los charts musicales en los Estados Unidos, alcanzando el número uno en el Billboard Hot 100 y el #9 en la lista Mainstream Rock.
El sencillo "It's Only Love" fue nominado a un Grammy Award para ser la Mejor Interpretación Vocal de Rock por un Dúo o Grupo. En 1986, ganó el MTV Video Music Award for Best Stage Performance. Es el álbum más vendido de Adams en los Estados Unidos y fue certificado con el Disco de Platino en cinco ocasiones.

## Reckless Tour
En diciembre de 1984, Adams y su banda iniciaron el tour tocando en los conciertos de Chicago, Detroit, Nueva York y Filadelfia. Al inicio de 1985, Adams inició el tour por los Estados Unidos, después fueron a Japón, Australia, Europa y por último Canadá después de ganar cuatro premios Juno. Más tarde se dirigió hacia el sur hacia la costa oeste, culminando con dos conciertos en el Paladium en Los Ángeles.
Después de la gira por Estados Unidos, Adams viajó a Etiopía para ayudar a aliviar el hambre. Adams más tarde regresó a Europa para una gira de conciertos por diferentes ciudades junto con Tina Turner, culminando en abril con su retorno a Londres para encabezar tres entradas agotadas en el Hammersmith Odeon. Adams empezó su paso de su tour titulado "World Wide in 85" el cual inició en Oklahoma. El tour terminó en octubre. Adams luego visitaría Vancouver, y después regresó a la costa este americana con dos conciertos llenos en Nueva York.

## Lista de canciones
Todas las canciones escritas y compuestas por Bryan Adams y Jim Vallance. 
| N.º | Título                                | Duración |  |
| 1.  | «One Night Love Affair»               | 4:34     |  |
| 2.  | «She's Only Happy When She's Dancin'» | 3:14     |  |
| 3.  | «Run to You»                          | 3:57     |  |
| 4.  | «Heaven»                              | 4:04     |  |
| 5.  | «Somebody»                            | 4:43     |  |
| 6.  | «Summer of '69»                       | 3:36     |  |
| 7.  | «Kids Wanna Rock»                     | 2:35     |  |
| 8.  | «It's Only Love» (Feat. Tina Turner)  | 3:14     |  |
| 9.  | «Long Gone»                           | 4:00     |  |
| 10. | «Ain't Gonna Cry»                     | 4:07     |  |

### Edición 30.º aniversario (2014)
| \| N.º \| Título \| Duración \| \| \| 11. \| «Let Me Down Easy» \| 3:40 \| \| \| 12. \| «Teacher, Teacher» \| 3:48 \| \| \| 13. \| «The Boys Night Out» \| 3:53 \| \| \| 14. \| «Draw The Line» \| 3:26 \| \| \| 15. \| «Play To Win» \| 3:28 \| \| \| 16. \| «Too Hot To Handle» \| 4:02 \| \| \| 17. \| «Reckless» \| 4:01 \| \| |                      |          |  |
| N.º | Título               | Duración |  |
| 11. | «Let Me Down Easy»   | 3:40     |  |
| 12. | «Teacher, Teacher»   | 3:48     |  |
| 13. | «The Boys Night Out» | 3:53     |  |
| 14. | «Draw The Line»      | 3:26     |  |
| 15. | «Play To Win»        | 3:28     |  |
| 16. | «Too Hot To Handle»  | 4:02     |  |
| 17. | «Reckless»           | 4:01     |  |

| \| N.º \| Título \| Duración \| \| \| 1. \| «Remember» (Live) \| 4:32 \| \| \| 2. \| «The Only One» (Live) \| 4:39 \| \| \| 3. \| «It's Only Love» (Live) \| 3:50 \| \| \| 4. \| «Kids Wanna Rock» (Live) \| 3:16 \| \| \| 5. \| «Long Gone» (Live) \| 6:21 \| \| \| 6. \| «Cuts Like A Knife» (Live) \| 5:40 \| \| \| 7. \| «Lonely Nights» (Live) \| 3:55 \| \| \| 8. \| «Tonight» (Live) \| 6:30 \| \| \| 9. \| «This Time» (Live) \| 3:37 \| \| \| 10. \| «The Best Was Yet To Come» (Live) \| 2:43 \| \| \| 11. \| «Heaven» (Live) \| 4:04 \| \| \| 12. \| «Run To You» (Live) \| 4:30 \| \| \| 13. \| «Somebody» (Live) \| 4:20 \| \| \| 14. \| «Straight From The Heart» (Live) \| 3:17 \| \| \| 15. \| «Summer Of '69» (Live) \| 4:40 \| \| |                                   |          |  |
| N.º | Título                            | Duración |  |
| 1. | «Remember» (Live)                 | 4:32     |  |
| 2. | «The Only One» (Live)             | 4:39     |  |
| 3. | «It's Only Love» (Live)           | 3:50     |  |
| 4. | «Kids Wanna Rock» (Live)          | 3:16     |  |
| 5. | «Long Gone» (Live)                | 6:21     |  |
| 6. | «Cuts Like A Knife» (Live)        | 5:40     |  |
| 7. | «Lonely Nights» (Live)            | 3:55     |  |
| 8. | «Tonight» (Live)                  | 6:30     |  |
| 9. | «This Time» (Live)                | 3:37     |  |
| 10. | «The Best Was Yet To Come» (Live) | 2:43     |  |
| 11. | «Heaven» (Live)                   | 4:04     |  |
| 12. | «Run To You» (Live)               | 4:30     |  |
| 13. | «Somebody» (Live)                 | 4:20     |  |
| 14. | «Straight From The Heart» (Live)  | 3:17     |  |
| 15. | «Summer Of '69» (Live)            | 4:40     |  |

## Créditos y personal
- Bryan Adams
- Keith Scott
- Dave Taylor
- Tommy Mandel
- Robert Sabino
- Pat Steward
- Mickey Curry
- Steve Smith
- Jim Vallance
- Jody Perpick
- Lou Gramm
- Gerry Berg
- John Eddie
- Bob Clearmountain
- Tina Turner

## Posicionamiento
| País           | Posición Alcanzada | Certificación (si existe) | Ventas      |  |
| -------------- | ------------------ | ------------------------- | ----------- |  |
| Canadá         | 1                  | Diamante                  | +1 millón   |  |
| Alemania       | 19                 | Oro                       | +250 000    |  |
| Reino Unido    | 7                  | 2× Platino                | +600 000    |  |
| Noruega        | 2                  |                           |             |  |
| Suecia         | 5                  | Oro                       | 10 000      |  |
| Suiza          | 10                 | Platino                   | +15 000     |  |
| Estados Unidos | 1                  | 5× Platino                | +5 millones |  |
| Nueva Zelanda  | 32                 |                           |             |  |